# 526492 Theaket
526492 Theaket è un asteroide della fascia principale. Scoperto nel 2006, presenta un'orbita caratterizzata da un semiasse maggiore pari a 2,2918080 au e da un'eccentricità di 0,1668010, inclinata di 3,93976° rispetto all'eclittica.